# Wiktor Jewgenjewitsch Poletajew
Wiktor Jewgenjewitsch Poletajew (russisch Виктор Евгеньевич Полетаев; * 27. Juli 1995 in Tscheljabinsk) ist ein russischer Volleyballspieler. Er spielt auf der Position Diagonal.

## Erfolge Verein
Russische Meisterschaft
- 2014, 2015, 2016, 2019
- 2021
- 2020

Russischer Pokal
- 2014, 2015

Champions League
- 2015, 2016

Klub-Weltmeisterschaft
- 2015

Russischer Superpokal
- 2015, 2019

CEV-Pokal
- 2021

## Erfolge Nationalmannschaft
U19-Europameisterschaft
- 2013

U19-Weltmeisterschaft
- 2013

Europäisches Olympisches Jugendfestival
- 2013

U21-Weltmeisterschaft
- 2013

U21-Europameisterschaft
- 2014

Europaspiele
- 2015

Nations League
- 2018, 2019[2]

## Einzelauszeichnungen
- 2013: MVP U19-Europameisterschaft
- 2013: Bester Diagonalangreifer U19-Weltmeisterschaft
- 2013: MVP U21-Weltmeisterschaft